# Otto Maier Zeuner
Otto Maier Zeuner (Heidenheim, Alemanya, 2 de setembre de 1877 - Barcelona, 6 d'octubre de 1965) fou un futbolista i dirigent esportiu alemany de la dècada de 1900.

## Biografia[1]
Otto va néixer el 2 de setembre de 1877 a Heidenheim, fill de Johann Maier, comerciant, i Regine Zeuner.. Al 1907 es casà amb Anna Elizabeth Müller, berlinesa nascuda el 7 de juliol 1895, foren pares de tres fills, Rosario i els tennistes Enrique Maier i María Isabel Maier.
Va ser treballador de Hartmann des de 1891. Otto, a finals del segle xix, va fer construir la fàbrica en la cantonada del carrer Corts amb Lutxana (actualment el carrer Roc de Boronat). A mesura que van passar els anys la va dotar ab les últimes novetats (generadors, electro-motors, calderes autoclaus, transformadors elèctrics estàtics…). Va obrir nous mercats, com la fabricació de mobiliari quirúrgic i articles d'ortopèdia. Va ser una firma puntera en farmàcia i enginyeria sanitària. A l'esclatar la Primera Guerra Mundial el 1914, va passar de ser el representant a propietari de la delegació espanyola de Hartmann. Va néixer aleshores Industries Sanitaries SA. El negoci va prosperar i es va expandir per Madrid, Sevilla, València...
Va formar part del Consell d'Administració del Banc Comercial Transatlàntic Al 1952 li van concedir la Medalla de Plata al Mèrit del Treball.

## Trajectòria esportiva
A Alemanya va jugar al futbol al FC Britannia (actualment Berliner SV 1892). Va arribar al FC Barcelona juntament amb Enrique Ducay, del gabinet jurídic de l'empresa Hartmann en Barcelona. Van ser membres fundadors del FC Barcelona. Otto Maier jugà a l'equip fins a l'any 1902. En total disputà uns 18 partits i marcà 7 gols. Va guanyà la Copa Macaya el 1902. També fou directiu del Barcelona entre 1900 i 1904. El 22 de desembre de 1900 va regalar una farmaciola, pilotes i porteries al Barça.
Va ser seleccionador de l'equip Amateur d'Espanya i Medalla d'Or al Mèrit al golf.